# Триттау
Триттау (нем. Trittau) — община в Германии, в земле Шлезвиг-Гольштейн. 
Входит в состав района Штормарн. Подчиняется управлению Триттау.  Население составляет 7802 человека (на 31 декабря 2010 года). Занимает площадь 28,59 км².

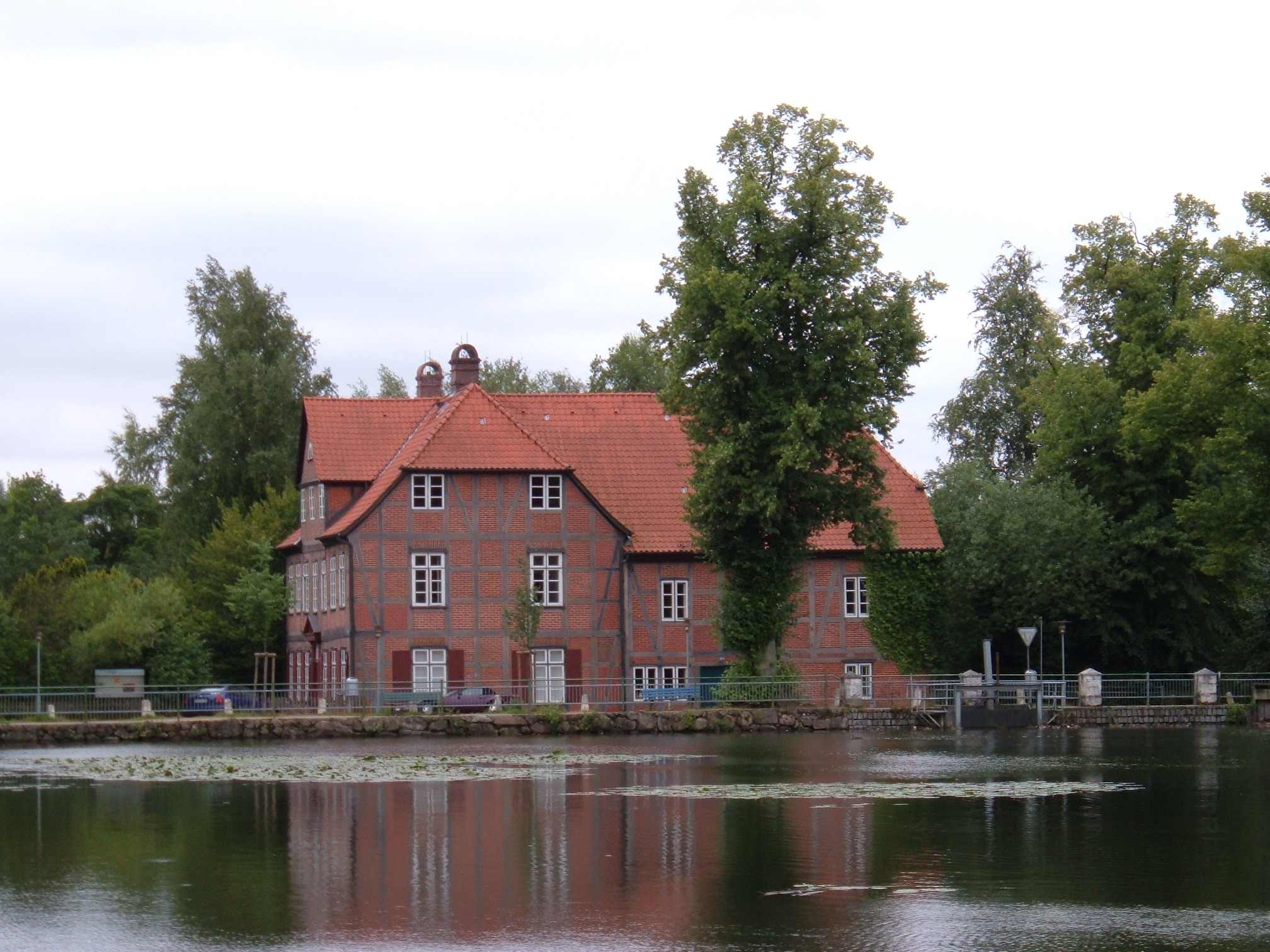
Триттау